# 利曼 (沃夫昌斯克市鎮)
50°14′19″N 36°53′12″E / 50.23861°N 36.88667°E

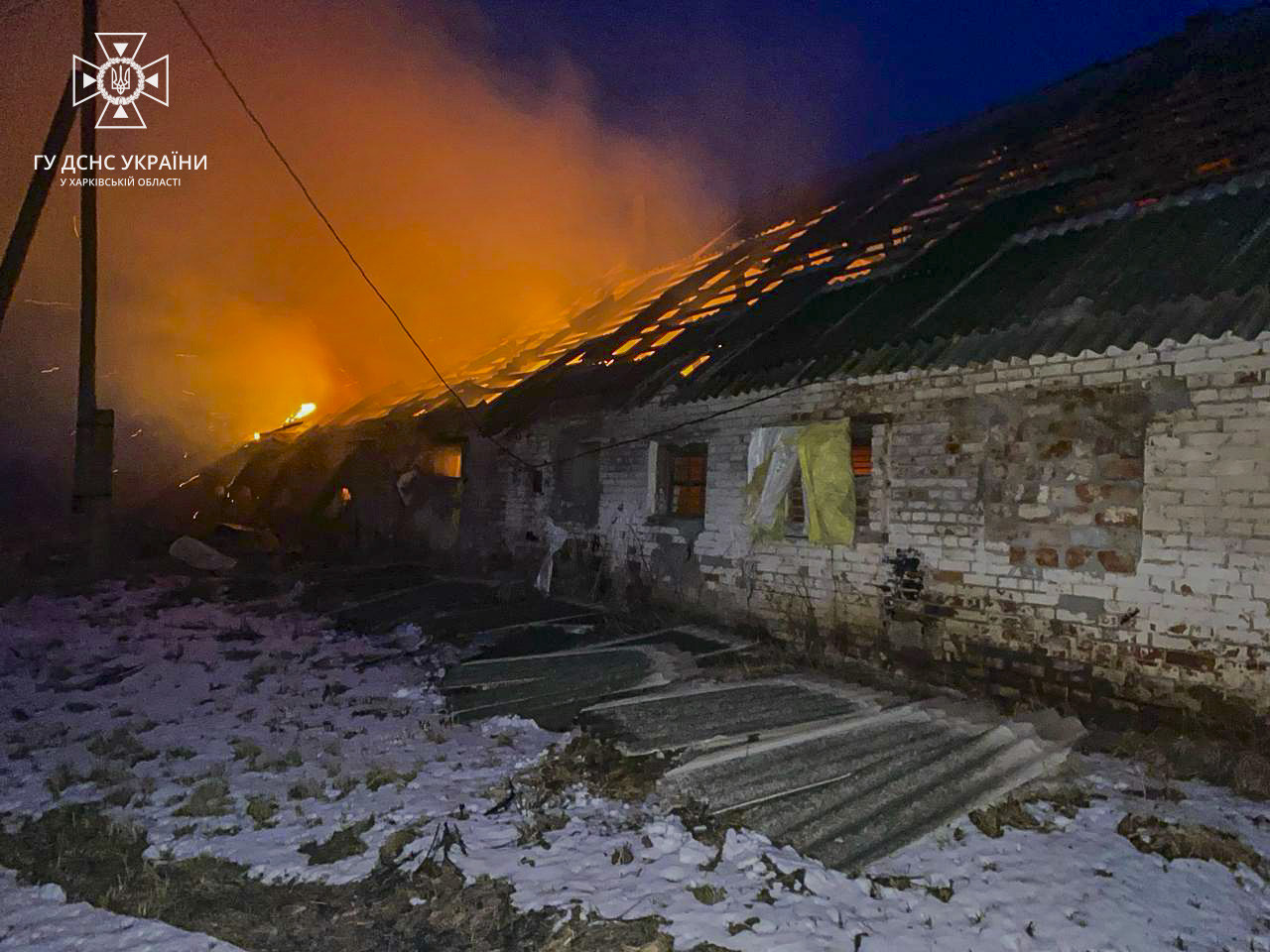
2024年2月24日晚，俄罗斯炮击后，利曼村的猪圈

利曼（烏克蘭語：Лиман）是位於烏克蘭東部的村莊，由哈爾科夫州丘胡伊夫区的沃夫昌斯克市鎮負責管轄。該村始建於1770年，面積2.93平方公里，海拔高度136米，2001年人口542，人口密度每平方公里184.9人。